# Automobilový průmysl v Česku

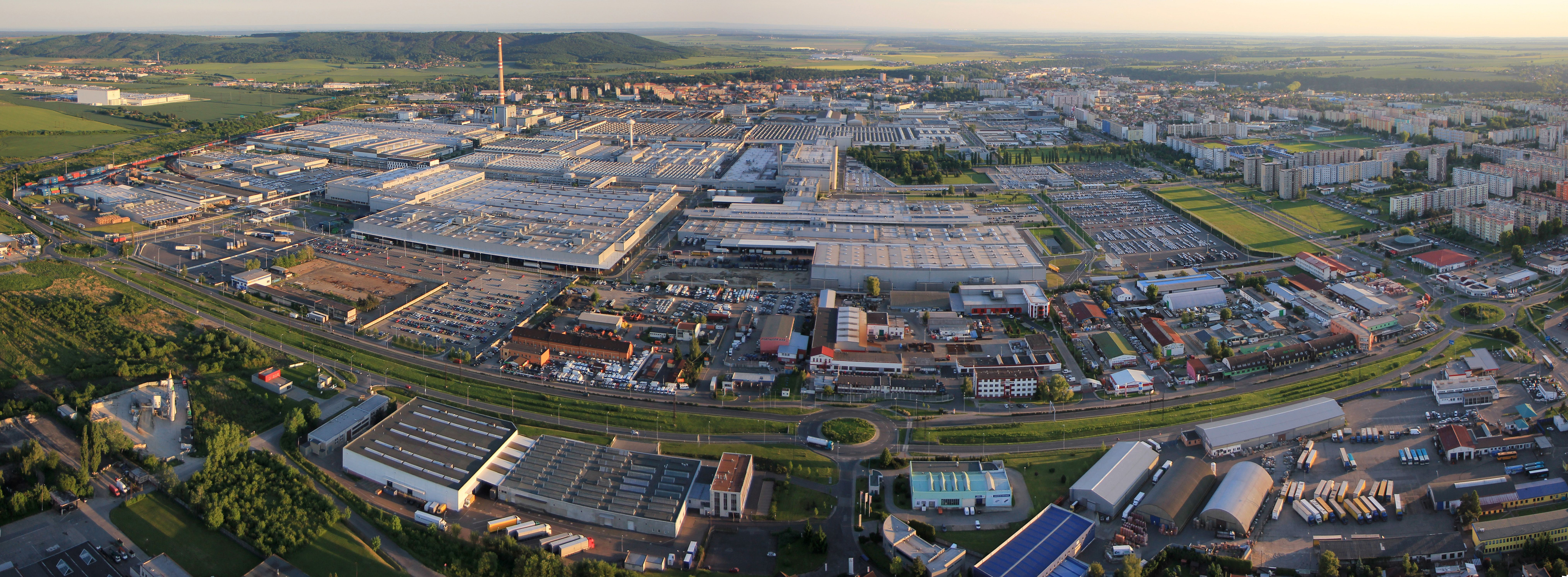
Továrna Škoda Auto v Mladé Boleslavi

Automobilový průmysl patří mezi nejdůležitější průmyslová odvětví v Česku. Produkuje více než 20 % objemu výroby, přímo zaměstnává více než 120 tisíc lidí a při plném využití své kapacity vyprodukuje více než 1,3 milionu osobních automobilů za rok, což je nový automobil za každých 23 sekund (stav v roce 2017). Celkem průmysl tvoří 35 % českého hospodářství. Velmi významně se také podílí na českém exportu. V lednu 2010 tvořily stroje a dopravní prostředky podíl na vývozu 54,3 %. V roce 2016 se v Česku vyrobilo 1 351 124 motorových vozidel, což bylo meziročně o 8,2% více.

## Celková statistika
| 2003    | 2004    | 2005    | 2006     | 2007    | 2008    | 2009     | 2010    |
| ------- | ------- | ------- | -------- | ------- | ------- | -------- | ------- |
| + 6,4 % | + 3,8 % | + 7,2 % | + 15,1 % | + 9,8 % | + 9,3 % | − 23,3 % | + 5,3 % |

## Historie

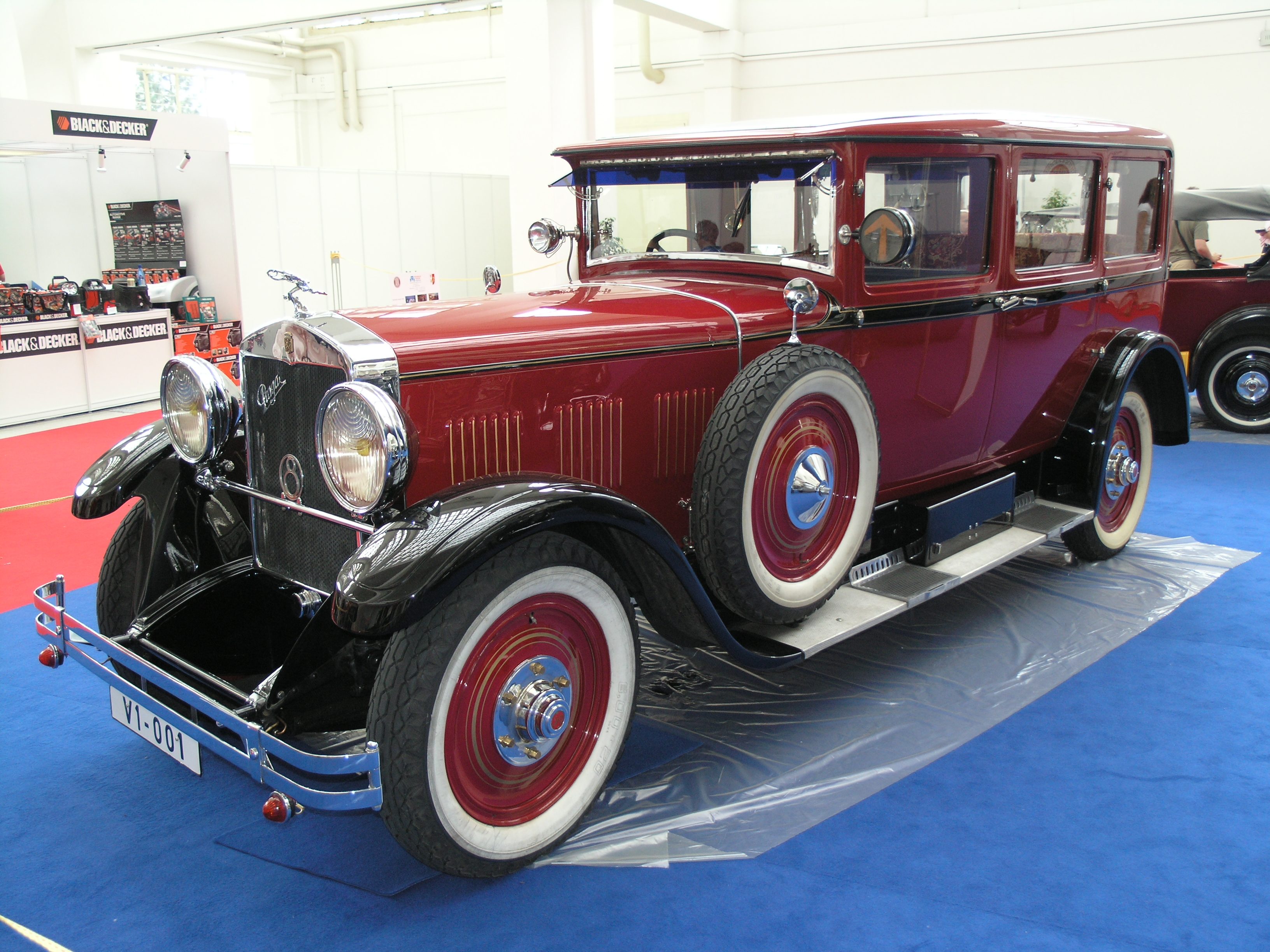
Praga Grand

Mezi nejstarší výrobce automobilů na světě patří Tatra, založená roku 1850. Tehdy nesla název "Nesseldorfer Wagenbaufabrik" a roku 1897 vyrobila první osobní vůz ve střední Evropě, legendární NW Präsident, o rok později pak vyrobila svůj první nákladní automobil poháněný 2 motory Benz.
Mezi další historicky důležité výrobce v Česku patří Laurin & Klement (dnes Škoda), RAF (později LIAZ), Praga, Walter (později Motorlet) a Sodomka (později Karosa, dnes Iveco Czech Republic).
Několik důležitých mezníků:
- 1897 – Tatra vyrobila první automobil na území Česka[8]
- 1904 – založen Český klub automobilistů[9]Jeden z nejslavnějších vozů historie Československa - Tatra T600 Tatraplan

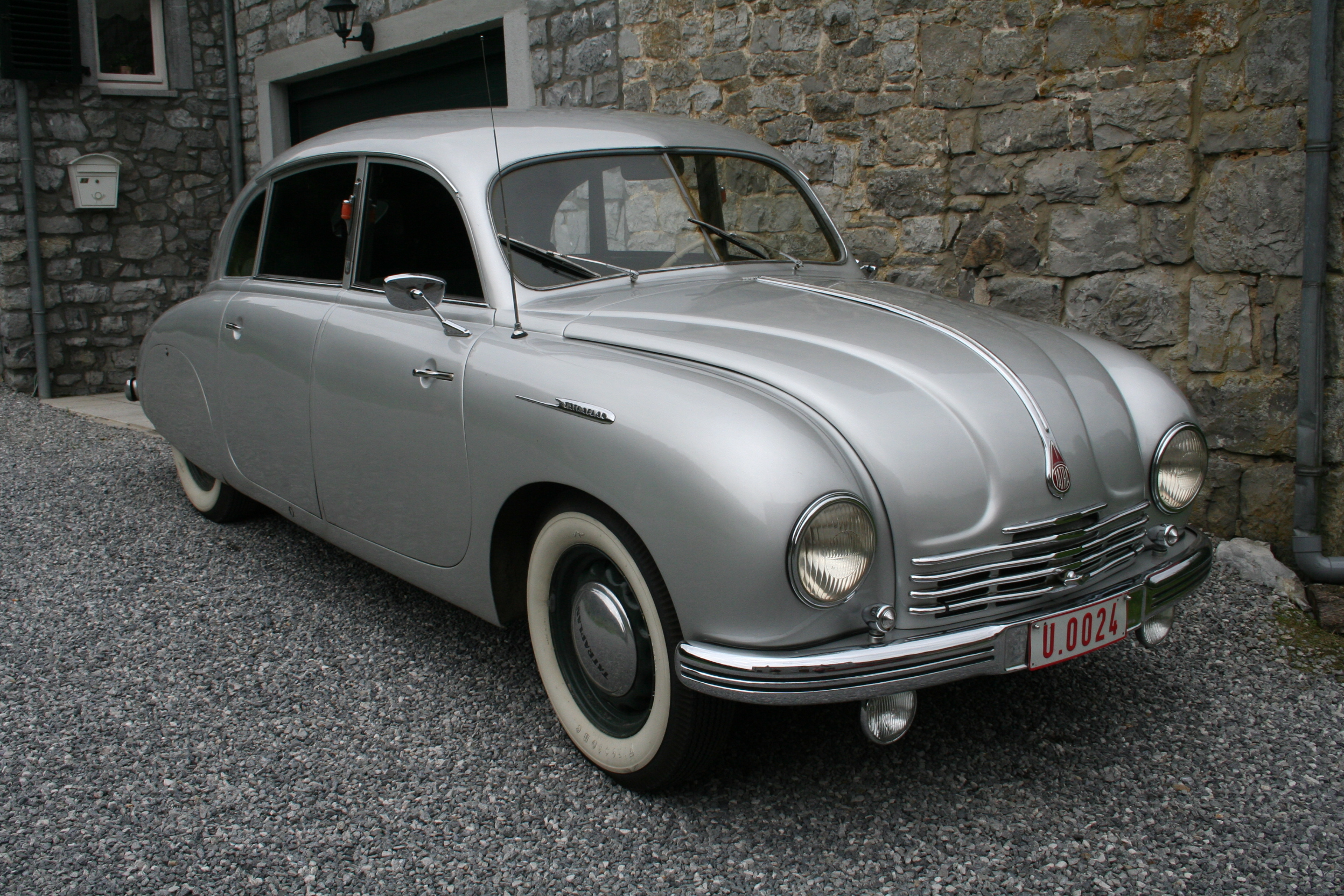
Jeden z nejslavnějších vozů historie Československa - Tatra T600 Tatraplan

- 1926 – v Praze připadá 1 automobil na 100 obyvatel[9]
- 1930 – v Československu je 3000 benzinových čerpadel[9]
- 1933 – zavedeny nové silniční značky, platící s malými změnami dodnes[9]
- 1971 – otevřen první úsek dálnice D1 z Prahy do Mirošovic[9]

## Současnost

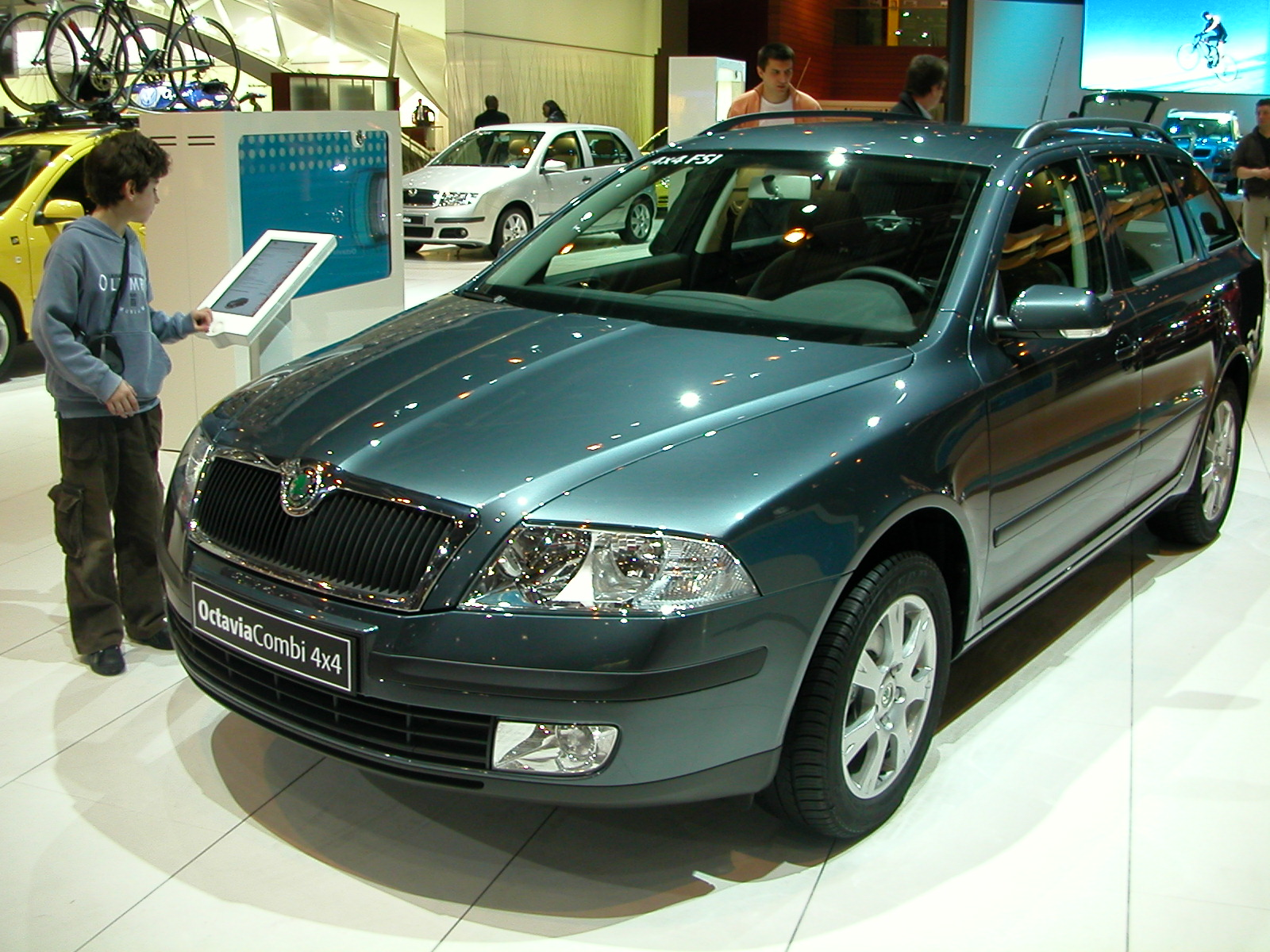
Škoda Octavia II v Ženevě.

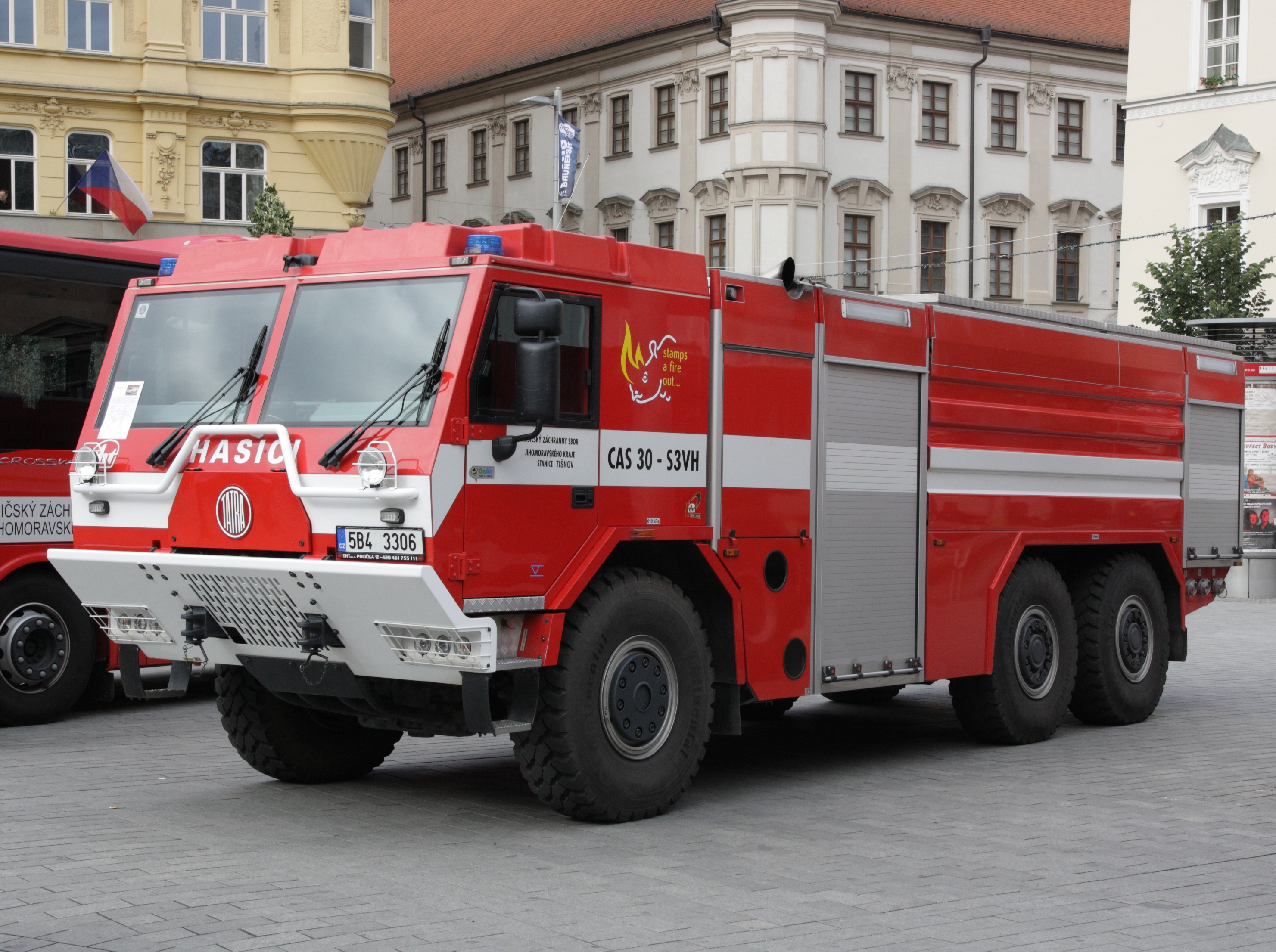
Nová Tatra 815-7 CAS 30 s nástavbou českého nástavbáře THT Polička pro hasiče.

Dnes mezi nejvýznamnější výrobce osobních automobilů v Česku patří mladoboleslavská společnost Škoda Auto, vlastněná koncernem Volkswagen, kolínská společnost Toyota Peugeot Citroën Automobile Czech a nošovický Hyundai. Nákladní automobily se vyrábí v kopřivnické Tatře a v pražské společnosti AVIA. Společnosti Iveco Czech Republic (dříve Karosa), SOR Libchavy a TEDOM se orientují na výrobu autobusů. České traktory jsou již více než půl století spjaty se jménem Zetor. Přívěsy za nákladní automobily vyrábí tradiční česká společnost PANAV – Senice na Hané a Schwarzmuller. V Česku je také několik malosériových výrobců. Dále je v Česku mnoho významných dodavatelů pro automobilový průmysl. Mezi ty nejvýznamnější dodavatele patří:
- Adient: Česká Lípa, Roudnice nad Labem, Stráž pod Ralskem, Mladá Boleslav (provozovny v Mladé Boleslavi a Bezděčíně), Kvasiny, Bor u Tachova
- AGC Automotive Czech
- Marelli Automotive Lighting Jihlava: Jihlava, Střítež
- MAHLE Behr: Mnichovo Hradiště, Ostrava
- Benteler: Liberec, Jablonec nad Nisou, Chrastava, Rumburk, Stráž nad Nisou
- Bosch: České Budějovice, Jihlava
- Continental AG: Adršpach, Brandýs nad Labem, Frenštát, Jičín, Otrokovice, Trutnov
- Brano: Rakovník, Hradec nad Moravicí, Jablonec nad Nisou
- Magna International: Liberec, Nymburk, Lipovka, Plazy
- Dura: Blatná, Strakonice, Kopřivnice
- Faurecia: Bakov nad Jizerou, Mladá Boleslav, Písek, Karviná
- Hanon Systems Autopal: Nový Jičín, Hluk, Rychvald
- Hella: Mohelnice
- ZF Automotive: Jablonec nad Nisou, Frýdlant, Mladá Boleslav, Brandýs nad Labem, Dačice
- Valeo: Rakovník, Žebrák, Humpolec
- PO Lighting Czech: Šenov u Nového Jičína

Vzhledem k rozsahu výroby, sériovosti a možností investovat nabízí tato oblast českého automobilového průmyslu značnou možnost uplatnění strategie "Průmyslu 4.0". Základní údaje o největších českých firmách, které vyrábí motorová a přípojná silniční vozidla jsou uvedeny v následující tabulce (seřazeno dle zákl. kapitálu k 2.8.2010 (dle portálu Justice; očištěno o tzv. montovny tj. TPCA, Hyundai Nošovice apod.):
| Firma        | Základní kapitál v mil. Kč | Tržby (2009) v mil. Kč | Tržby (2008) v mil. Kč | Zisk (2009) v mil. Kč | Zisk (2008) v mil. Kč | Počet vyrobených vozů (2009) | Počet vyrobených vozů (2008) | Počet zaměstnanců k 31.12.2009 | Poznámka | Reference     |
| ------------ | -------------------------- | ---------------------- | ---------------------- | --------------------- | --------------------- | ---------------------------- | ---------------------------- | ------------------------------ | --- | ------------- |
| ŠKODA Auto   | 16 708,850                 | 187 858                | 200 182                | 3 462                 | 10 818                | 684 200                      | 674 530                      | 26 153                         | Světově unikátní technologie Twindoor a VarioFlex | [ 13 ] [ 14 ] |
| TATRA        | 2 069,752                  | 3 005                  | 7 514                  | -712                  | -572                  | 992                          | 1 962                        | 2 279                          | Světově unikátní technologie: páteřový rám s kyvnými polonápravami, vzduchem přímo chlazené vznětové motory s mechanickým vstřikováním splňující současné emisní normy | [ 15 ] [ 16 ] |
| KAROSA       | 1 065,559                  | 12 219                 |                        | 1 154                 | 1 377                 | 2 526                        | 3 020                        | 2 237                          | Karosa je dnes součástí Iveco Irisbus; | [ 18 ]        |
| ZETOR        | 939,863                    |                        |                        | -275                  | -32                   | 3 755                        | 6 500                        |                                | | [ 19 ] [ 20 ] |
| AVIA         | 883,077                    |                        | 171,063                |                       | 11,786                | 283                          | 485                          | 51 (průměr 2008)               | | [ 21 ]        |
| PANAV        | 122,311                    |                        | 935                    |                       | 0,527                 |                              |                              | 350 (datum neurčeno)           | | [ 22 ]        |
| SOR Libchavy | 80,000                     | 2 057                  | 1 593                  | 252                   | 211                   | 427                          | 368                          | 456 (průměr 2008)              | | [ 23 ] [ 24 ] |
| TEDOM        | 10,000                     | 1 960                  | 2 426                  |                       | 88                    | 60                           | 47                           | 600                            | Údaje za celou skupinu. | [ 25 ] [ 26 ] |

## Statistiky
Za 1. pololetí 2010 bylo v Česku vyrobeno 559 093 ks vozidel (+18,04 %). Osobních vozidel 556 706 ks, nákladních 579 ks, autobusů 1 228 ks, přípojných 351 ks a 229 ks motorek.
V Česku je dlouhodobě nejprodávanější značkou domácí Škoda Auto. Její podíl na trhu nových vozidel ovšem od revoluce stále klesá. První 2 příčky ve statistice nejprodávanějších modelů dlouhodobě drží rovněž domácí Škoda s modely Fabia a Octavia. Od konce roku 2006 se na předních místech trvale umisťuje Roomster. Dále se pak dlouhodobě v první desítce nejprodávanějších drží malá levná auta (např. Peugeot 206/207, Ford Fusion, Renault Clio/Thalia, levné modely automobilek Dacia, Kia, Hyundai a další). A právě i modely Škodovky se prodávají zejména v nejlevnějším provedení s nejslabšími motory. Například Škody Fabie prodané v Česku mají v 65% případů nejslabší agregát 1.2 HTP. Na zahraničních trzích je tento agregát pouze v 30,5% Fábií.

### Nejprodávanější značky v kategorii osobních aut (M1
| Pořadí | Značka     | Počet ks | Podíl na trhu |
| ------ | ---------- | -------- | ------------- |
| 1.     | Škoda      | 53 009   | 31,32 %       |
| 2.     | Ford       | 14 234   | 8,41 %        |
| 3.     | Volkswagen | 13 069   | 7,72 %        |
| 4.     | Renault    | 11 937   | 7,05 %        |
| 5.     | Hyundai    | 10 088   | 5,96 %        |
| 6.     | Kia        | 7 993    | 4,72 %        |
| 7.     | Peugeot    | 7 053    | 4,17 %        |
| 8.     | Citroën    | 6 453    | 3,81 %        |
| –      | CELKEM:    | 169 236  | 100 %         |

| Pořadí | Značka     | Počet ks | Podíl na trhu |
| ------ | ---------- | -------- | ------------- |
| 1.     | Škoda      | 47 620   | 29,46 %       |
| 2.     | Ford       | 16 054   | 9,93 %        |
| 3.     | Volkswagen | 11 781   | 7,29 %        |
| 4.     | Renault    | 10 604   | 6,56 %        |
| 5.     | Hyundai    | 8 416    | 5,21 %        |
| 6.     | Kia        | 7 348    | 4,55 %        |
| 7.     | Citroen    | 7 209    | 4,46 %        |
| 8.     | Peugeot    | 6 684    | 4,13 %        |
| –      | CELKEM:    | 161 659  | 100 %         |

| Pořadí | Značka     | Počet ks | Podíl na trhu |
| ------ | ---------- | -------- | ------------- |
| 1.     | Škoda      | 44 530   | 31,00 %       |
| 2.     | Ford       | 10 897   | 7,59 %        |
| 3.     | Renault    | 9 189    | 6,40 %        |
| 4.     | Volkswagen | 8 956    | 6,23 %        |
| 5.     | Hyundai    | 7 377    | 5,14 %        |
| 6.     | Peugeot    | 7 111    | 4,95 %        |
| 7.     | Citroen    | 6 817    | 4,75 %        |
| 8.     | Toyota     | 5 528    | 3,85 %        |
| –      | CELKEM:    | 143 661  | 100 %         |

| Pořadí | Značka     | Počet ks | Podíl na trhu |
| ------ | ---------- | -------- | ------------- |
| 1.     | Škoda      | 49 094   | 37,04 %       |
| 2.     | Ford       | 8 474    | 6,39 %        |
| 3.     | Renault    | 7 477    | 5,64 %        |
| 4.     | Volkswagen | 7 044    | 5,31 %        |
| 5.     | Peugeot    | 6 532    | 4,93 %        |
| 6.     | Hyundai    | 6 528    | 4,93 %        |
| 7.     | Citroen    | 6 092    | 4,60 %        |
| 8.     | Toyota     | 4 997    | 3,77 %        |
| –      | CELKEM:    | 132 542  | 100 %         |